# Anna Campbell
Anna Montgomery Campbell (Lewes, 1991 — Distrito de Afrin, 15 de março de 2018), também conhecida como Hêlîn Qereçox, foi uma feminista britânica, anarquista e ativista da abolição da prisão que lutou com a Unidades de Proteção das Mulheres (YPJ) em Rojava durante a Guerra Civil Síria.

## Início de vida e educação
Campbell nasceu em Lewes, East Sussex, Inglaterra, filha do músico de rock progressivo Dirk Campbell. Ela foi educada na escola secundária independente para meninas St Mary's Hall, Brighton, depois foi estudar na Universidade de Sheffield antes de se mudar para Bristol, onde trabalhou como encanadora. Campbell esteve envolvida com muitos movimentos políticos, incluindo os protestos estudantis de 2010 no Reino Unido, a Hunt Saboteurs Association, a Anarchist Black Cross e outras organizações anarquistas e abolicionistas.

## YPJ e morte
Campbell lutou com a YPJ em seu ataque à fortificação do Estado Islâmico do Iraque e do Levante em Deir ez-Zor. Ela também estava envolvida nas atividades da YPJ em apoio aos direitos das mulheres no Curdistão. De acordo com o The New York Times, ela foi movida pela defesa de "uma região autônoma, principalmente curda no norte da Síria, conhecida como Rojava, cujos líderes defendem uma política secular, democrática e igualitária, com direitos iguais para as mulheres".
Campbell foi morta por um ataque de míssil das Forças Armadas da Turquia durante a operação militar turca no Cantão de Afrin, Operação Ramo de Oliveira. A YPJ anunciou:
Nossa camarada britânica Hêlîn Qereçox (Anna Campbell) se tornou o símbolo de todas as mulheres após resistir contra o fascismo em Afrin para criar um mundo livre. Prometemos cumprir a luta de Şehîd (mártir) Hêlîn e honrar sua memória em nossa luta pela liberdade.
Ela foi a única mulher britânica a morrer lutando pela YPJ. Após o anúncio da morte de Campbell, seu pai iniciou uma campanha para recuperar seu corpo, que não pôde ser localizado por organizações de ajuda até que um cessar-fogo fosse estabelecido na área. Dirk Campbell acusou o governo britânico de 'uma total falta de proatividade' em ajudar a recuperar seu corpo, que ainda não foi recuperado do campo de batalha desde 2019.
Em resposta à morte de Campbell, manifestantes da Bristol Kurdish Solidarity Network (BKSN) e amigos de Campbell bloquearam os escritórios da BAE Systems em Bristol. Ativistas acusam a empresa de fornecer armas para a Turquia que foram usadas contra civis em Rojava.